# Citadel (Schiff)
Der kombinierte Auto-Schüttguttransporter Citadel war der erste Neubau einer Sechserserie dieses inzwischen wieder vom Markt verschwundenen Schiffstyps sowie das erste Schiff dieses Schiffstyps überhaupt.

## Geschichte

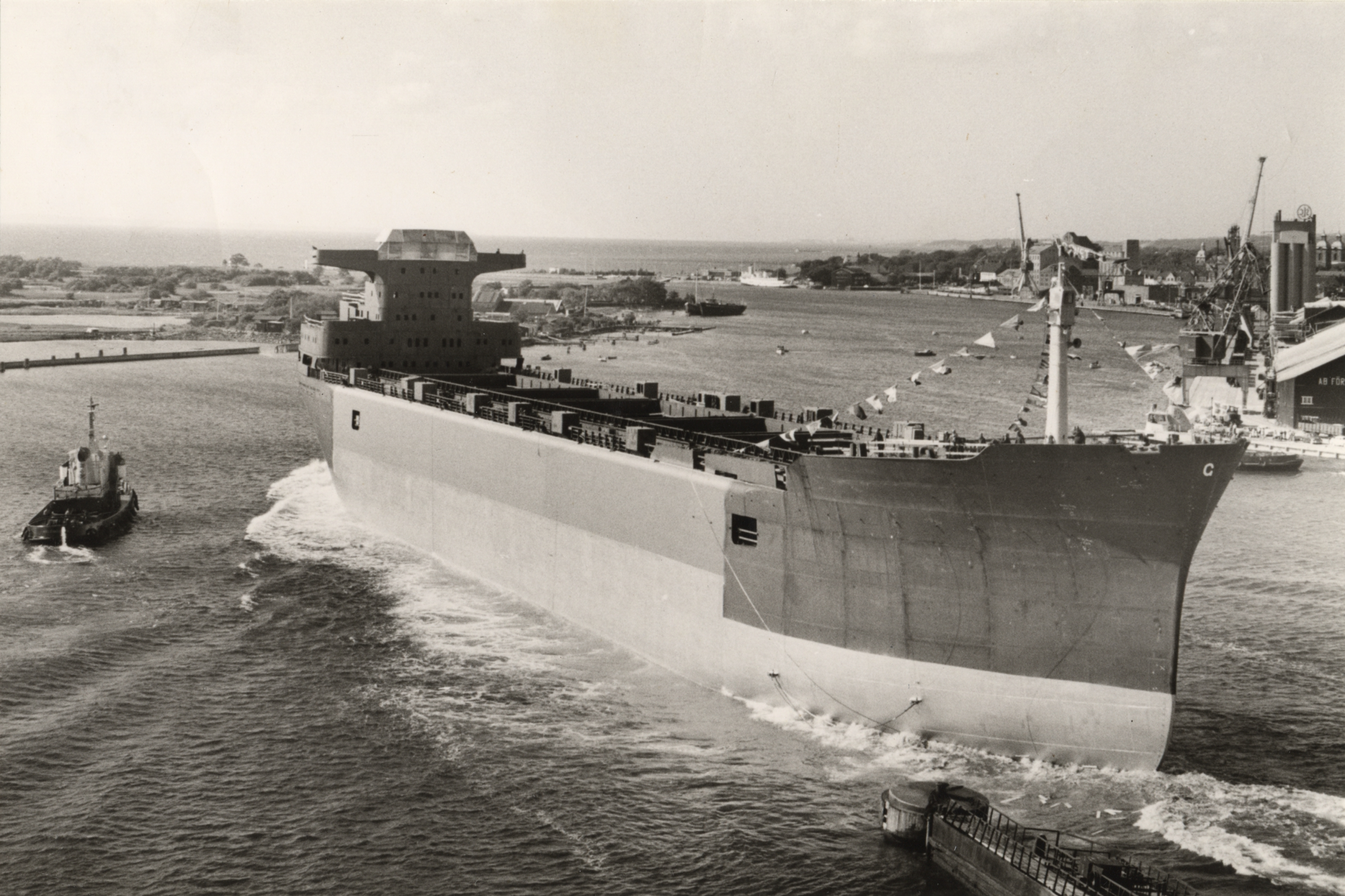
Stapellauf des Schwesterschiffs Sonette am 21. Juni 1967

Die schwedische Partenreederei MS Citadel gab 1965 den Bau dieses kombinierten Schiffstyps bei der Werft Öresundsvarvet in Landskrona in Auftrag. Diese baute ab 1966 sechs dieser durch einen Dieselmotor angetriebenen Schiffe für den regelmäßigen Trans-Atlantik-Frachtverkehr. 
Als erstes wurde am 14. Juli 1966 als Baunummer 203 die Citadel von ihrer Reederei übernommen. Die drei nachfolgenden Schwesterschiffe Johan U. (Baunummer 204), Andreas U. (Baunummer 205) und Axel U. (Baunummer 209) gingen an drei norwegische Partenreedereien (Ugland Bulk Transport I, II und III), die zur Reederei-Gruppe Ugland aus Grimstad gehörten. Die beiden letzten Schiffe der Serie, die Sonette (Baunummer 210) und die Daphne (Baunummer 214), übernahmen zwei gleichnamige schwedische Partenreedereien. Alle sechs Schiffe der Baureihe kamen für die schwedische Reederei Wallenius Lines in Fahrt. 
Während ihre später gebauten Schwesterschiffe schon in den Jahren 1985 und 1986 wieder abgebrochen wurden, endete die letzte Fahrt der später mehrfach umgetauften Citadel am 13. Mai 1992 unter dem Namen I.Van im indischen Alang.

## Ladungseinrichtungen
Die Citadel war mit sechs abwechselnd langen und kurzen Laderäumen ausgerüstet, die mit Pontondeckeln verschlossen wurden, wobei die langen Laderäume während der Erzfahrt leer blieben. Die Laderäume können mit je sechs zusätzlichen eingehängten Autodecks umgebaut werden, um bis zu 1400 Fahrzeuge aufzunehmen. Die Autodecks wurden während der Schüttgutfahrt entweder an Land, an Deck, oder im Laderaum verstaut. Die langen Laderäume hatten jeweils beidseitige Ladepforten für den Kraftfahrzeugumschlag. Zur Handhabung der Pontondeckel standen zwei Portalkrane mit einer Tragfähigkeit von jeweils 10 Tonnen zur Verfügung.